# Grand Prix automobile des États-Unis 1966
GP précédent GP suivant
Le Grand Prix des États-Unis 1966 (IXth United States Grand Prix), disputé sur le circuit de Watkins Glen le 2 octobre 1966, est la cent-quarantième-neuvième  épreuve du championnat du monde de Formule 1 courue depuis 1950 et la huitième manche du championnat 1966.

## Contexte avant la course

### Le championnat du monde

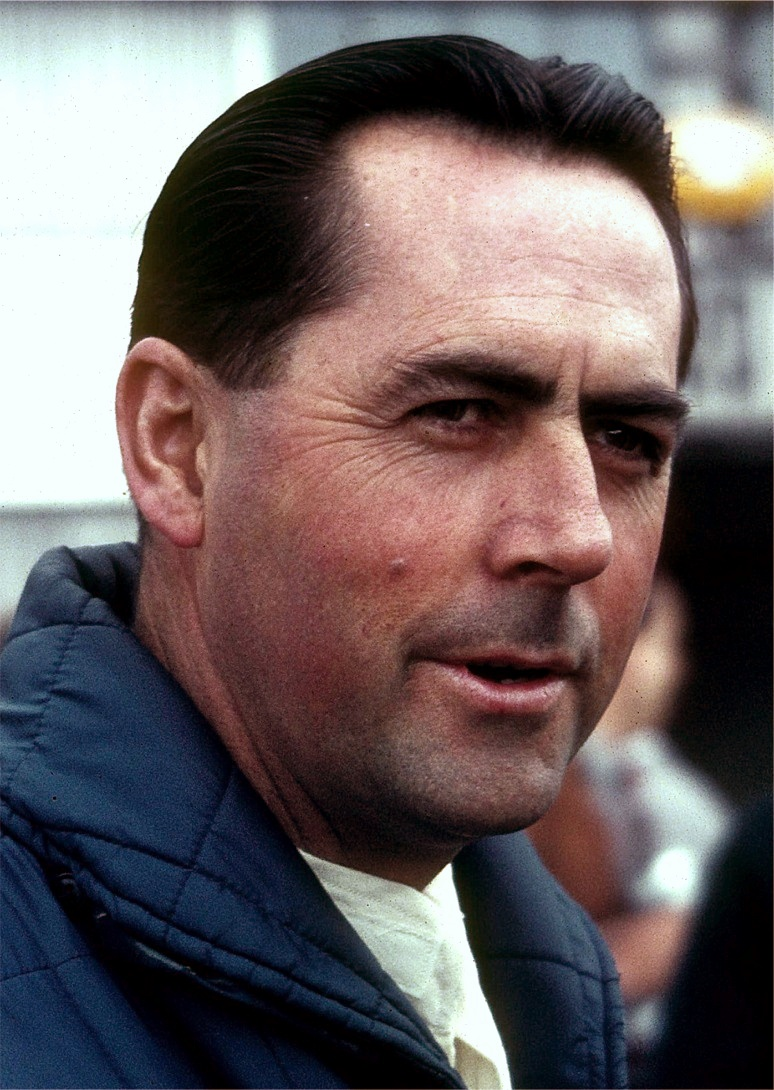
Jack Brabham a marqué de son empreinte la saison 1966 ; en plus de ses très nombreux succès en Formule 2, le pilote-constructeur, grâce à ses quatre victoires en championnat, s'est d'ores et déjà adjugé le titre mondial 1966.

Après cinq années de Formule 1 1 500 cm3, formule dérivée de l'ancienne Formule 2 en vigueur de 1957 à 1960, la Commission sportive internationale (C.S.I.) a décidé lors de son comité exécutif de décembre 1963 de porter à trois litres la cylindrée des nouvelles monoplaces, mesure entrée en vigueur le 1er janvier 1966. Le nouveau règlement autorise à nouveau l'utilisation de moteurs suralimentés, avec un coefficient deux pour la cylindrée (soit un maximum de 1 500 cm3 en cas d'utilisation d'un compresseur volumétrique ou d'un turbocompresseur). La réglementation s'appuie sur les points suivants :
- pas de cylindrée minimale
- cylindrée maximale : 3 000 cm3 si moteur atmosphérique ou 1 500 cm3 si moteur suralimenté
- poids minimal : 500 kg (à sec)
- roues non carénées
- double circuit de freinage obligatoire
- arceau de sécurité obligatoire (le haut du cerceau devant dépasser le casque du pilote)
- démarreur de bord obligatoire
- carburant commercial obligatoire
- ravitaillement en huile interdit durant la course
- distance minimale d'un Grand Prix : 300 km
- distance maximale d'un Grand Prix : 400 km
- distance minimale pour être classé : 90% de la distance parcourue par le vainqueur

À l'orée de la saison 1966, la Scuderia Ferrari disposait de nombreux atouts pour faire briller ses couleurs : un puissant moteur V12, éprouvé en endurance, ainsi qu'un duo de pilotes performants avec Lorenzo Bandini et surtout John Surtees, considéré comme l'un des plus rapides du moment et de plus très fin metteur au point. La politique interne de l'écurie a cependant abouti au départ de Surtees, en désaccord avec ses dirigeants, à la fin du printemps, peu après la nette victoire du Britannique au Grand Prix de Belgique. Privée de son chef de file, l'équipe a dès lors connu bien des déboires, seule la victoire de Ludovico Scarfiotti au dernier Grand Prix d'Italie ayant rendu espoir aux tifosi. Les déboires de la Scuderia ont contribué à accentuer la main mise de Jack Brabham sur les grands prix, le pilote-constructeur ayant remporté quatre victoires consécutives et déjoué les pronostics en imposant une monoplace agile et parfaitement au point dotée d'un V8 dérivé d'un moteur Oldsmobile de série dont la souplesse et la fiabilité sont parvenues à compenser le relatif manque de puissance. À deux manches de la fin, le champion australien s'est déjà assuré un troisième titre mondial.

### Le circuit

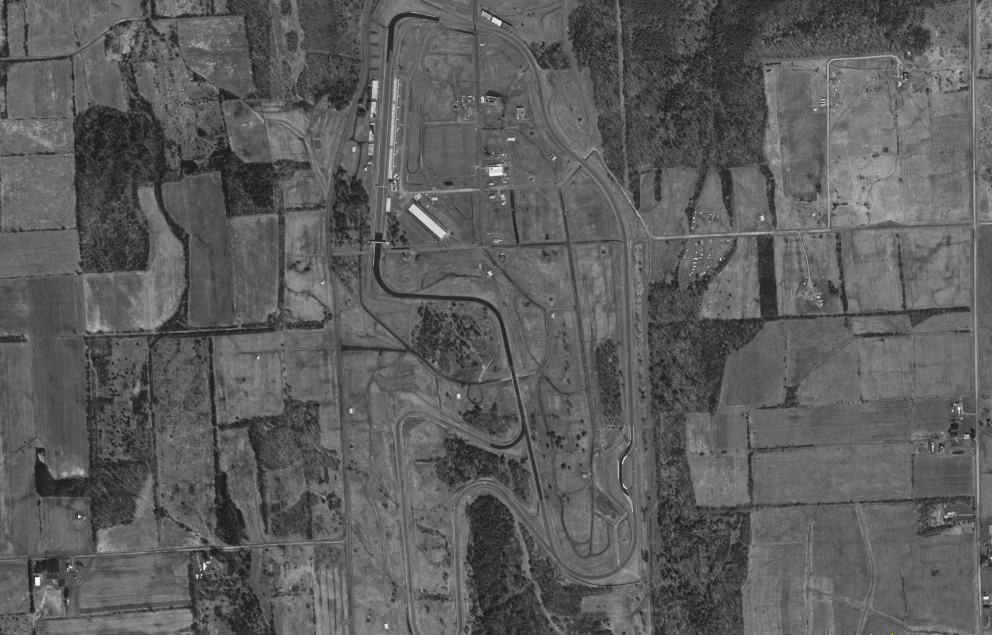
Vue aérienne du circuit de Watkins Glen, quelques kilomètres au sud du lac Seneca.

C'est à l'initiative de l'avocat Cameron Argetsinger, passionné de sport automobile, que le circuit permanent de Watkins Glen a été réalisé, en 1956. Situé au sud du lac Seneca, il fut tout d'abord le théâtre de courses nationales de voitures de sport organisées par le SCCA avant d'accueillir, à partir de 1961, le Grand Prix des États-Unis. Bénéficiant d'un cadre accueillant, d'installations complètes (un grand garage couvert abrite les concurrents depuis 1963) et d'un tracé sélectif, il est très apprécié des pilotes et du public. Le record officiel du circuit est détenu par Graham Hill, le pilote britannique ayant parcouru les 3,7 kilomètres du circuit à 185,3 km/h de moyenne lors de l'édition 1965 du Grand Prix.

## Monoplaces en lice
- Lotus 33 & 43 "Usine"

Le Team Lotus a préparé trois voitures pour l'épreuve américaine, une 43 à moteur seize cylindres BRM ainsi que deux modèles 33, l'un à moteur V8 Climax FWMV MkIX (1970 cm3, 240 chevaux à 8800 tr/min), l'autre à moteur V8 BRM 2 litres (environ 260 chevaux). Alimenté par injection indirecte Lucas, le seize cylindres développe plus de 400 chevaux à 10000 tr/min mais se révèle très lourd (250 kg), aussi la Lotus 43 accuse-t-elle environ 700 kg sur la balance contre 500 pour les petites 33. Premier pilote, Jim Clark a misé sur la fiabilité du moteur Climax et envisage a priori de disputer la course sur une 33, se réservant la possibilité d'utiliser la 43 confiée à Peter Arundell. La troisième monoplace, dotée du V8 BRM, sera aux mains de Pedro Rodríguez. Les Lotus sont chaussées de pneus Firestone.
- Lotus 25 privée

L'équipe de Tim Parnell a engagé son ancienne Lotus 25 à moteur V8 BRM 2 litres (260 chevaux) et boîte de vitesses Hewland à cinq rapports pour Mike Spence. Elle est équipée de pneus Firestone.
- BRM P83 "Usine"

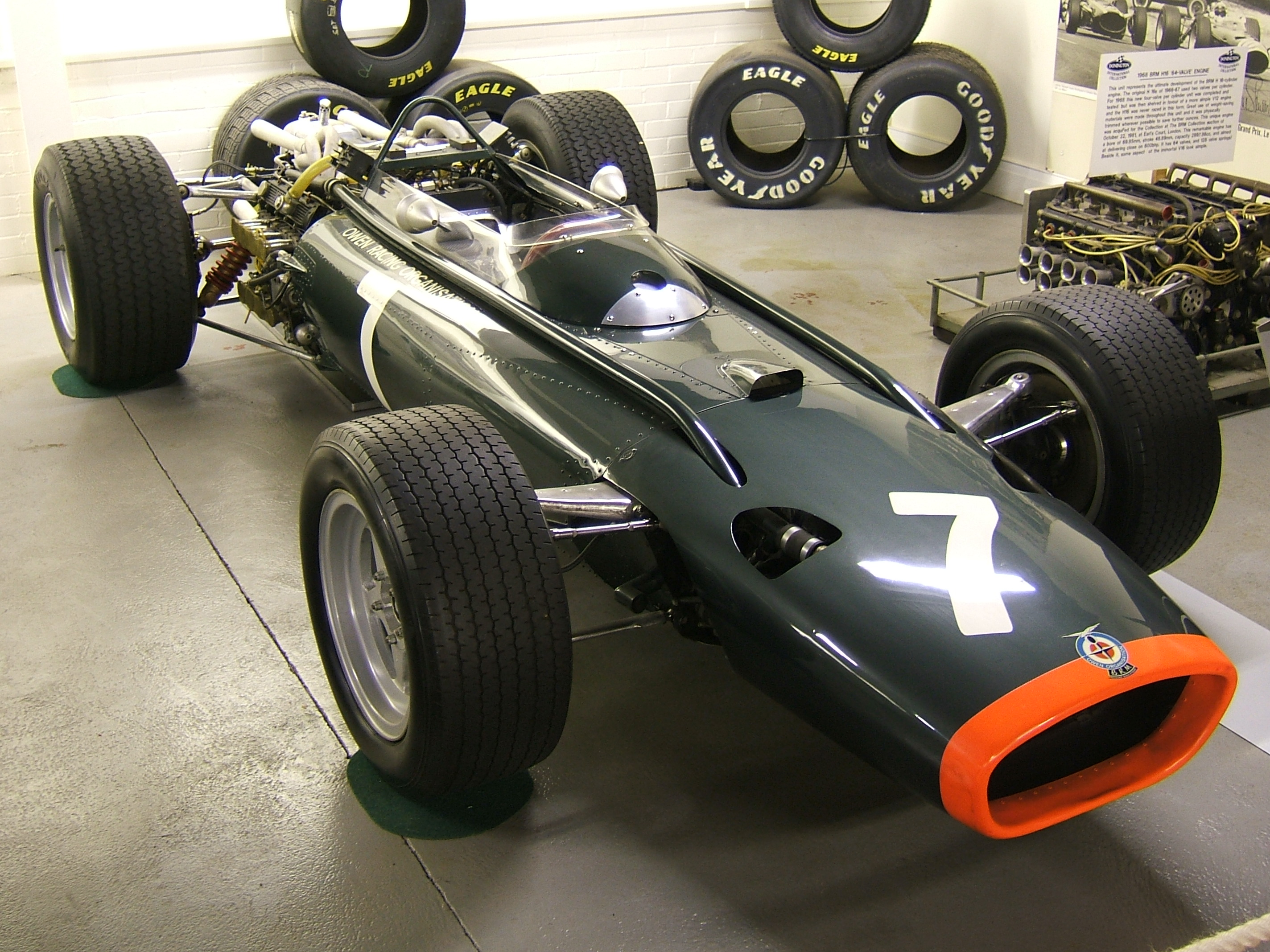
L'imposante BRM P83, à moteur 16 cylindres.

L'équipe d'Alfred Owen a été fort occupée les jours précédents à réparer ses moteurs 16 cylindres, après les casses successives subies à Monza et à Oulton Park, apparemment dues à la fragilité des carters ; pour pallier ce problème, la qualité d'acier des carters a été améliorée. L'équipe dispose de trois modèles P83 (une pour Graham Hill, une pour Jackie Stewart et un mulet), ainsi que d'un moteur 16 cylindres de rechange. Malgré ses 400 chevaux, la P83 est pénalisée, sur les circuits sinueux, par son encombrement et son poids élevé (environ 700 kg). Les BRM utilisent des pneus Goodyear.
- BRM P261 privée

Bob Bondurant ayant été appelé à piloter la seconde Eagle, c'est à l'Écossais Innes Ireland qu'a été proposée la BRM P261 à moteur deux litres engagée par Bernard White. Cette voiture est chaussée de pneus Goodyear.
- Brabham BT20 "Usine"

Le triple champion du monde Jack Brabham a renoncé à utiliser sa BT19 qui lui a déjà apporté six victoires cette saison (dont deux hors championnat), au profit de la plus récente BT20, techniquement très proche mais dont le châssis multitubulaire est un peu plus rigide grâce à l'emploi de tubes ronds et non plus ovales. Son coéquipier Denny Hulme dispose également d'une BT20, étrennée lors du Grand Prix de France. Le moteur Repco de ces monoplaces de 540 kg est un V8 alimenté par un système d'injection indirecte Lucas, développant 315 chevaux à 7250 tr/min. La transmission est assurée par une boîte de vitesses Hewland à cinq rapports. Brabham est sous contrat avec le manufacturier Goodyear.
- Ferrari 312 "Usine"

Bien que l'intégration de Moises Solana ait été un moment envisagée pour les épreuves nord-américaines, une seule voiture a été expédiée aux États-Unis par la Scuderia Ferrari, pour Lorenzo Bandini. La 312 du pilote italien est la même que celle utilisée à Monza, avec le V12 à 36 soupapes développant 380 chevaux à 9500 tr/min. Dotée d'une structure monocoque et d'une boîte cinq vitesses, cette monoplace pèse 620 kg à vide. L'écurie italienne utilise en priorité des pneus Firestone.
- Cooper T81 "Usine"

L'équipe de Surbiton, dirigée par Roy Salvadori, aligne les mêmes châssis T81 qu'à Monza pour John Surtees et Jochen Rindt. La monoplace de Surtees utilise la version avec distributeurs d'allumage latéraux du moteur V12 Maserati, tandis que celle de son coéquipier est équipée de la dernière version avec distributeurs d'allumage placés au centre du vé, censée améliorer l'aérodynamisme. Rindt semble toutefois mécontent de sa motorisation, la puissance réelle mesurée au banc ressortant à 295 chevaux , soit près de 50 de moins que le précédent modèle. Les deux voitures sont équipées d'une boîte de vitesses ZF à cinq rapports et pèsent 620 kg à vide. Les pneus Dunlop n'ont plus la faveur de la marque, les pilotes préférant généralement utiliser des Firestone ou des Goodyear.
- Cooper T81 privées

Les Cooper T81 vendues en début de saison aux écuries privées sont techniquement identique aux modèles d'usine et reçoivent le même V12 Maserati que celui de Surtees (version 340 chevaux). Celle du Rob Walker Racing Team, confiée à Joseph Siffert, utilise toujours des pneus Dunlop, tandis que celle de Joakim Bonnier est depuis quelques courses chaussée de pneus Firestone.
- Honda RA273 "Usine"

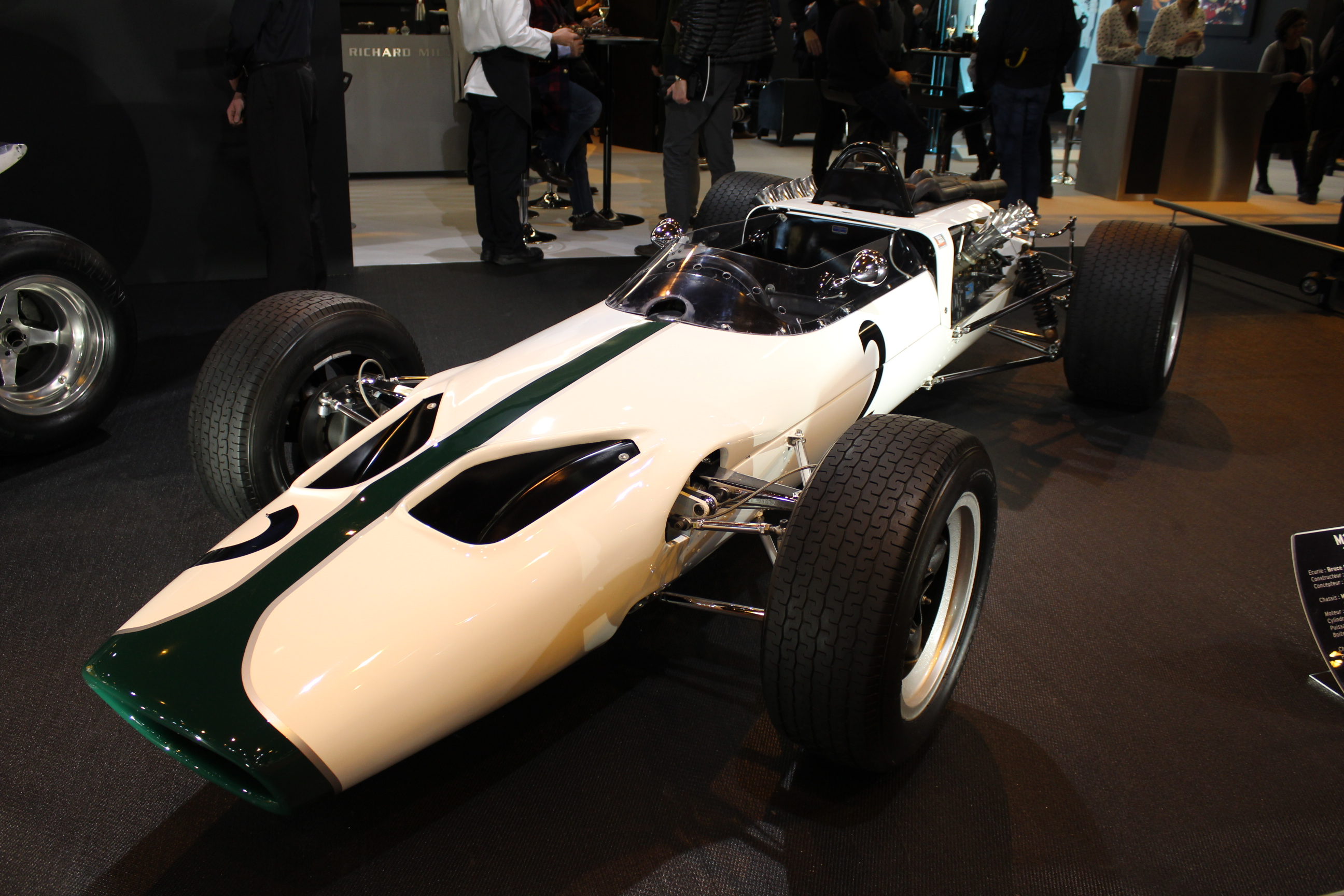
La McLaren M2B est équipée d'un moteur V8 Ford initialement conçu pour les courses d'IndyCar.

La monoplace accidentée à Monza n'est pas réparable et l'équipe japonaise aligne deux RA273 flambant neuves pour Richie Ginther (qui semble complètement rétabli de sa sortie de route en Italie) et Ronnie Bucknum. Inspirées pour la partie châssis de la Lotus 38, les Honda sont réalisées en tôle d'aluminium rivetées. Leur moteur V12, alimenté par un système d'injection indirecte Honda et bénéficiant d'une distribution à quatre soupapes par cylindre, est disposé longitudinalement. Il développe 420 chevaux à 10500 tr/min. La boîte de vitesses est à cinq rapports. Puissantes mais imposantes (plus de 2,50 mètres d'empattement), ces monoplaces sont les plus lourdes du plateau, accusant 745 kg à vide sur la balance. elles utilisent exclusivement des pneus Goodyear.
- McLaren M2B "Usine"

À la suite des casses successives des V8 Ford initialement conçus pour les 500 miles d'Indianapolis, adaptés à la F1 trois litres par le motoriste Traco, Bruce McLaren avait dû trouver une alternative et s'était ensuite rabattu sur un V8 Serenissima pour les épreuves européennes, moteur peu performant lui ayant toutefois permis de terminer quelques courses. Des modifications ont depuis été apportées au V8 par les techniciens de Ford et les derniers essais sur banc se sont avérés positifs, la fiabilité ayant été grandement améliorée tandis que la puissance maximale atteint désormais 325 chevaux à 9500 tr/min. Le pilote-constructeur néo-zélandais a donc prévu de l'utiliser pour les derniers grands prix de la saison. Conçue autour d'une structure monocoque englobant le réservoir de carburant, la McLaren M2B est dotée d'une boîte de vitesses ZF à cinq rapports et pèse 530 kg à vide. Elle est chaussées de pneus Firestone.
- Eagle T1F & T1G "Usine"

Comme à Monza, Dan Gurney dispose de son Eagle T1G à moteur V12 Weslake, à injection directe Lucas. Le système d'alimentation a été amélioré et la puissance maximale atteint maintenant 375 chevaux à 10000 tr/min. Dotée d'une boîte cinq vitesses Hewland, la T1G pèse environ 600 kg à vide. La T1F à moteur quatre cylindres Climax FPF (2,7 litres, 255 chevaux à 8000 tr/min), utilisée par Gurney, aurait dû être aux mains de Phil Hill mais ce dernier souffre d'une hernie discale et a été remplacé par Bob Bondurant. Les Eagle ont une structure monocoque et sont chaussées de pneus Goodyear.

## Coureurs inscrits

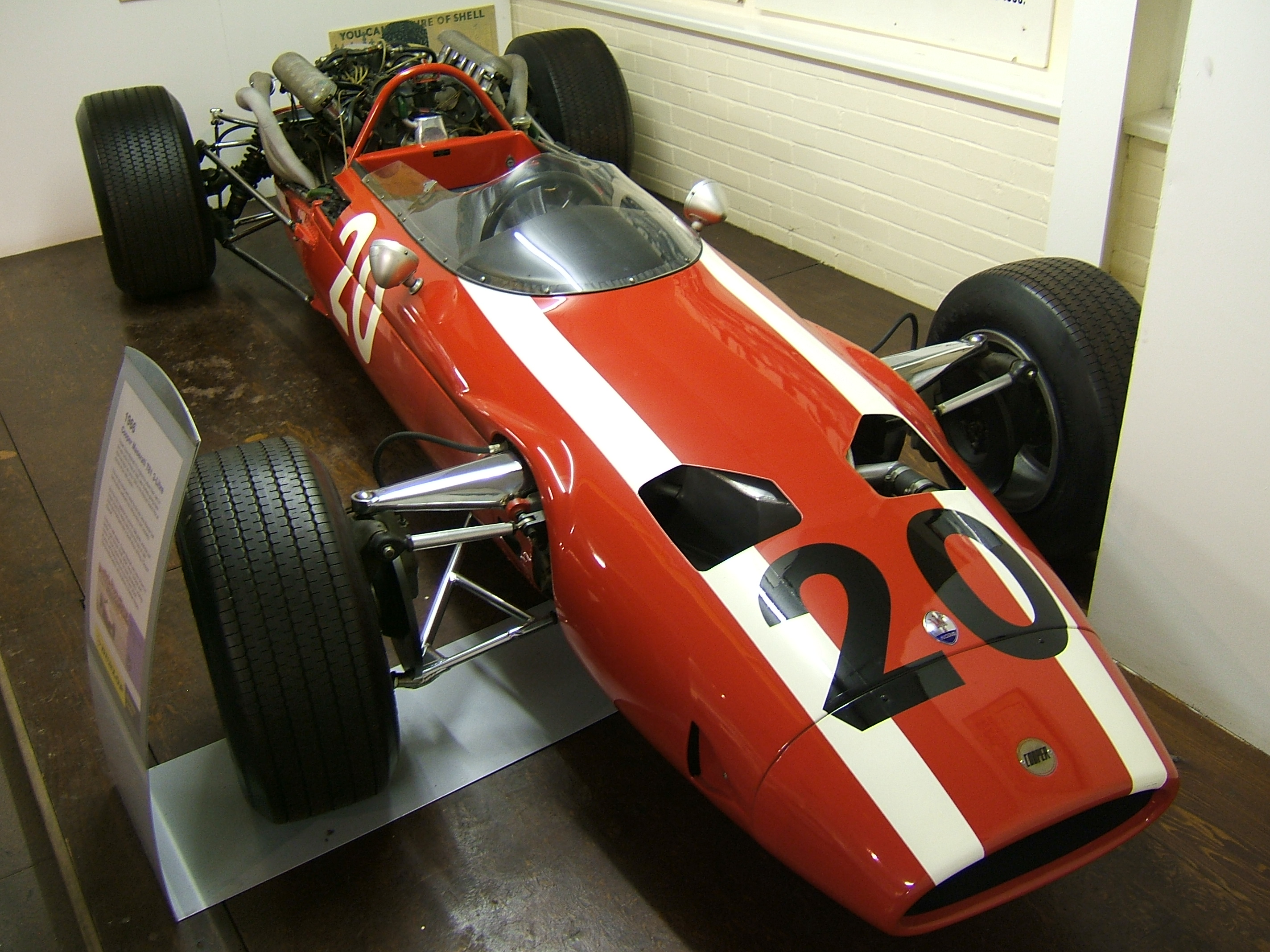
Seul pilote privé engagé, Joakim Bonnier dispose d'une Cooper T81 à moteur Maserati V12.

| no | Pilote                     | Écurie                      | Constructeur | Modèle            | N° châssis  | Moteur                                   | Pneumatiques |
| -- | -------------------------- | --------------------------- | ------------ | ----------------- | ----------- | ---------------------------------------- | ------------ |
| 1  | Jim Clark                  | Team Lotus                  | Lotus        | Lotus 33 Lotus 43 | 33 R14 43/1 | Coventry Climax FWMV MkIX V8 BRM P75 H16 | F            |
| 2  | Peter Arundell             | Team Lotus                  | Lotus        | Lotus 43 Lotus 33 | 43/1 33 R14 | BRM P75 H16 Coventry Climax FWMV MkIX V8 | F            |
| 3  | Graham Hill                | Owen Racing Organisation    | BRM          | BRM P83           | 8302        | BRM P75 H16                              | G            |
| 4  | Jackie Stewart             | Owen Racing Organisation    | BRM          | BRM P83           | 8303        | BRM P75 H16                              | G            |
| 4T | Jackie Stewart Graham Hill | Owen Racing Organisation    | BRM          | BRM P83           | 8301        | BRM P75 H16                              | G            |
| 5  | Jack Brabham               | Brabham Racing Organisation | Brabham      | Brabham BT20      | F1-1-66     | Repco 620 V8                             | G            |
| 6  | Denny Hulme                | Brabham Racing Organisation | Brabham      | Brabham BT20      | F1-2-66     | Repco 620 V8                             | G            |
| 7  | John Surtees               | Cooper Car Company          | Cooper       | Cooper T81        | F1-6-66     | Maserati 9/F1 V12                        | F            |
| 8  | Jochen Rindt               | Cooper Car Company          | Cooper       | Cooper T81        | F1-3-66     | Maserati 9/F1 V12                        | G            |
| 9  | Lorenzo Bandini            | SpA Ferrari SEFAC           | Ferrari      | Ferrari 312       | 312/0010    | Ferrari 218 V12                          | F            |
| 10 | Innes Ireland              | Bernard White Racing        | BRM          | BRM P261          | 2615        | BRM P60 V8                               | G            |
| 11 | Pedro Rodríguez            | Team Lotus                  | Lotus        | Lotus 33          | 33 R11      | BRM P56 V8                               | F            |
| 12 | Richie Ginther             | Honda R&D Company           | Honda        | Honda RA273       | F102        | Honda RA273E V12                         | G            |
| 14 | Ronnie Bucknum             | Honda R&D Company           | Honda        | Honda RA273       | F103        | Honda RA273E V12                         | G            |
| 15 | Dan Gurney                 | Anglo-American Racers       | Eagle        | Eagle T1G         | 102         | Weslake 58 V12                           | G            |
| 16 | Phil Hill Bob Bondurant    | Anglo-American Racers       | Eagle        | Eagle T1F         | 101         | Coventry Climax FPF L4                   | G            |
| 17 | Bruce McLaren              | Bruce McLaren Motor Racing  | McLaren      | McLaren M2B       | M2B/1       | Ford 406 V8                              | F            |
| 18 | Mike Spence                | Reg Parnell Racing          | Lotus        | Lotus 25          | 25 R3       | BRM P56 V8                               | F            |
| 19 | Joseph Siffert             | Rob Walker Racing Team      | Cooper       | Cooper T81        | F1-2-66     | Maserati 9/F1 V12                        | D            |
| 21 | Moisés Solana              | SpA Ferrari SEFAC           | Ferrari      | Ferrari 312       | 312/0011    | Ferrari 218 V12                          | F            |
| 22 | Joakim Bonnier             | Joakim Bonnier Racing Team  | Cooper       | Cooper T81        | F1-5-66     | Maserati 9/F1 V12                        | F            |

- Durant les essais, la Lotus 43 de Jim Clark portait le numéro 2, le numéro 1 n'ayant été apposé que le jour de la course, Clark prenant le départ sur cette voiture. La Lotus 33 finalement initialement affectée à Clark portait le numéro 1 pendant les essais et le numéro 2 en course, pour Peter Arundell[7].

## Qualifications
Deux séances qualificatives de quatre heures chacune sont prévues, les vendredi et samedi précédant la course.

### Première séance - vendredi 30 septembre
Il souffle un vent froid lorsque commence la première séance qualificative, mais la piste est sèche. Jack Brabham ne peut disposer de sa monoplace, le nouveau distributeur électrique n’étant pas opérationnel. Alors qu'il a prévu de disputer la course avec sa petite Lotus à moteur V8 Climax, Jim Clark commence sa session avec celle à moteur 16 cylindres et se montre le plus rapide en piste au cours de la première heure, mais le vent contraire balayant la ligne droite l’empêche d’améliorer nettement son temps de qualification de l’année précédente, réalisé avec une voiture deux fois moins puissante. Clark est l’un des seuls à attaquer vraiment, la plupart des autres pilotes étant rentrés au stand dans l’attente de meilleures conditions de piste. Les deux BRM de Graham Hill et Jackie Stewart n’ont alors presque pas tourné, les rapports de boîte de vitesses étant inadaptés au circuit et devant être modifiés. Alors que son coéquipier Ronnie Bucknum est bloqué au stand à cause d’un problème de transmission, Richie Ginther parvient à tirer le maximum de sa Honda au cours de la deuxième heure et va être le premier à descendre sous la barre d’une minute et dix secondes au tour. Il est cependant bientôt battu de quelques dixièmes de seconde par John Surtees, qui accomplit un tour à 192,3 km/h de moyenne au volant de sa Cooper. Bruce McLaren a manqué un changement de vitesse et effectué un important surrégime ; le pilote-constructeur est rentré aussitôt à son stand mais à la grande surprise des motoristes de Ford, le V8 n’a subi aucun dommage. Durant la deuxième partie des essais, la plupart des monoplaces sont longtemps immobilisées au garage, où l'on parfait leur mise au point. C'est seulement dans la dernière demi-heure que l'activité en piste va se révéler très intense. Lorenzo Bandini va se montrer extrêmement rapide sur sa Ferrari, bouclant son meilleur tour à 194 km/h de moyenne. Pratiquement sur le même rythme, Surtees va échouer à six centièmes de seconde du pilote italien. Tous deux devancent Hill, sur une BRM parfaitement réglée, tandis que Brabham, longtemps bloqué au stand, parvient en un seul tour lancé à obtenir le quatrième temps, juste devant Ginther. La Lotus à moteur BRM 16 cylindres ayant des problèmes de pression d'huile, Clark a dû terminer les essais au volant de sa modeste Lotus-Climax et pointe seulement au huitième rang, derrière Rindt et Stewart. Le champion écossais devance cependant la Brabham de Denny Hulme, qui a dû composer avec une mauvaise carburation, la Lotus à moteur V8 BRM de Pedro Rodríguez et l'Eagle de Dan Gurney, qui a très peu tourné.

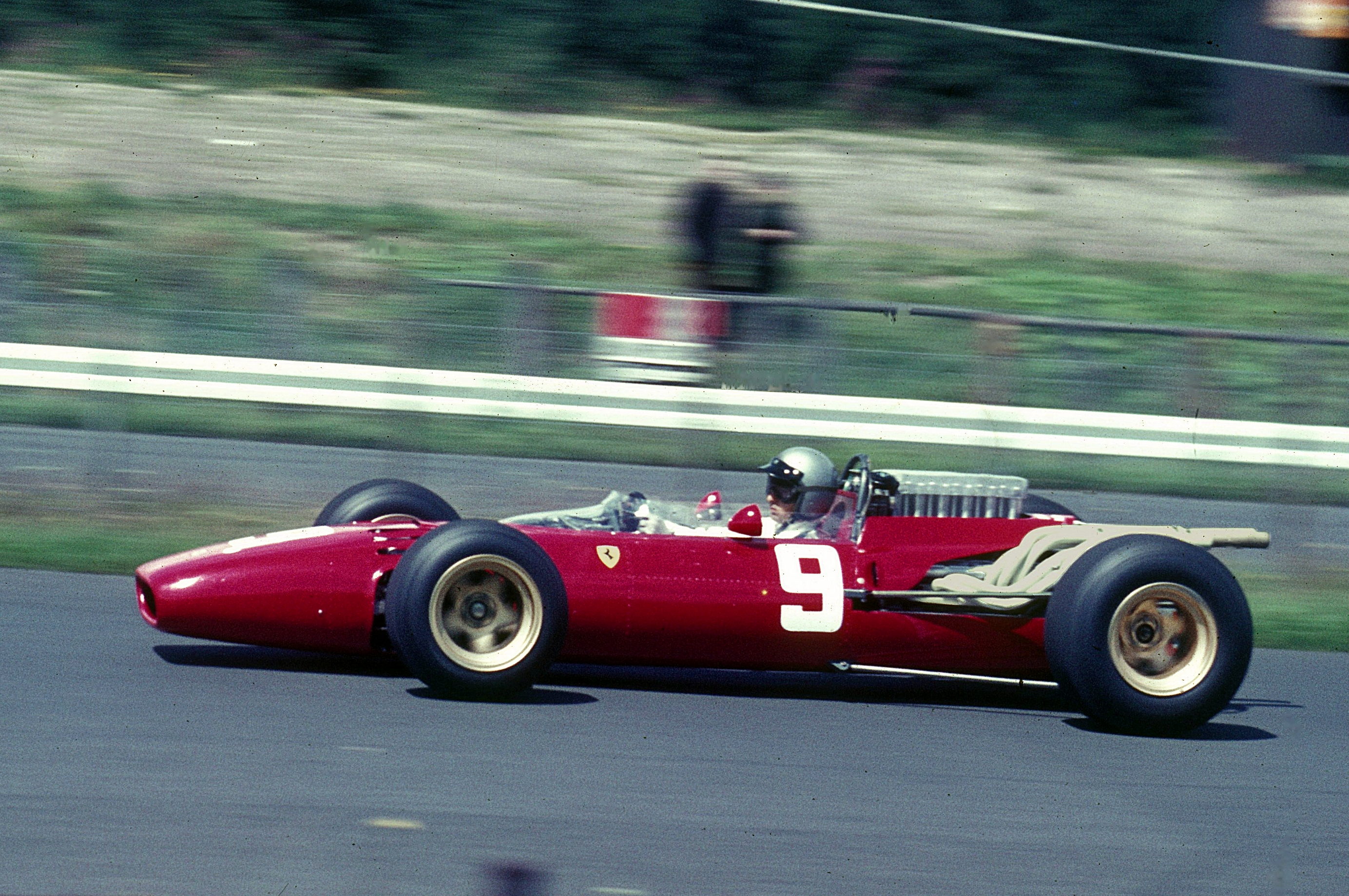
La Ferrari 312 de Lorenzo Bandini, meilleur temps de la première séance qualificative.

| Pos. | Pilote          | Écurie          | Temps         | Écart    |
| ---- | --------------- | --------------- | ------------- | -------- |
| 1    | Lorenzo Bandini | Ferrari         | 1 min 08 s 67 |          |
| 2    | John Surtees    | Cooper-Maserati | 1 min 08 s 73 | + 0 s 06 |
| 3    | Graham Hill     | BRM             | 1 min 08 s 87 | + 0 s 20 |
| 4    | Jack Brabham    | Brabham-Repco   | 1 min 09 s 27 | + 0 s 60 |
| 5    | Richie Ginther  | Honda           | 1 min 09 s 37 | + 0 s 70 |
| 6    | Jochen Rindt    | Cooper-Maserati | 1 min 09 s 83 | + 1 s 16 |
| 7    | Jackie Stewart  | BRM             | 1 min 09 s 97 | + 1 s 30 |
| 8    | Jim Clark       | Lotus-Climax    | 1 min 10 s 00 | + 1 s 33 |
| 9    | Denny Hulme     | Brabham-Repco   | 1 min 11 s 23 | + 2 s 56 |
| 10   | Pedro Rodríguez | Lotus-BRM       | 1 min 11 s 23 | + 2 s 56 |
| 11   | Dan Gurney      | Eagle-Weslake   | 1 min 11 s 23 | + 2 s 56 |
| 12   | Joseph Siffert  | Cooper-Maserati | 1 min 11 s 30 | + 2 s 63 |
| 13   | Joakim Bonnier  | Cooper-Maserati | 1 min 11 s 40 | + 2 s 73 |
| 14   | Peter Arundell  | Lotus-BRM       | 1 min 12 s 00 | + 3 s 33 |
| 15   | Innes Ireland   | BRM             | 1 min 12 s 63 | + 3 s 96 |
| 16   | Mike Spence     | Lotus-BRM       | 1 min 12 s 80 | + 4 s 17 |
| 17   | Bruce McLaren   | McLaren-Ford    | 1 min 13 s 00 | + 4 s 37 |
| 18   | Bob Bondurant   | Eagle-Climax    | 1 min 13 s 27 | + 4 s 64 |
| 19   | Ronnie Bucknum  | Honda           | 1 min 16 s 96 | + 8 s 29 |

### Deuxième séance - samedi1eroctobre
Après d'abondantes pluies matinales, le circuit est détrempé lorsque commence la séance du samedi. Les concurrents en profitent pour essayer différents types de pneus «pluie». Dans ces conditions, Clark opte pour sa monoplace à moteur Climax, plus facile à conduire sur chaussé glissante, mais n'accomplit qu'un seul tour avant de devoir rentrer à cause d'un problème de sélecteur de vitesses ; il récupérera ensuite la version H16 de son coéquipier Arundell, qui se retrouve sans volant pour le reste de la session. Il ne pleut pas mais la piste met du temps à sécher et ce n'est que dans la dernière demi-heure que les performances de la veille vont pouvoir être améliorées. Brabham a tenté de profiter de l'aspiration de la Honda de Ginther et de la BRM de Hill, sans grand bénéfice, et, à vingt minutes de la fin de la séance, c'est sans aide aucune qu'il parvient, à 194,2 km/h de moyenne, à battre de quelques centièmes le temps réalisé par Bandini le vendredi ; temps qu'il améliore aussitôt, fixant la barre à 194,7 km/h. Clark tente immédiatement de riposter mais échoue à un dixième de seconde de l'Australien et, levant le pied pour regagner son stand, constate alors une anomalie de fonctionnement du moteur BRM, de l'huile jaillissant d'une sortie d'échappement. Brabham s'octroie la pole position, la place à l'extérieur de la deuxième ligne dépendant de la décision de Clark de prendre le départ de la course avec la version seize cylindres (BRM a obligeamment proposé de mettre à disposition de l'équipe Lotus son moteur de rechange), Bandini (qui a légèrement amélioré son temps de la veille) pouvant en bénéficier au cas où l'Ecossais persisterait dans sa décision de partir avec la Lotus-Climax, qu'il juge plus fiable. Quatrième de la session, Surtees n'est pas parvenu à égaler son chrono du vendredi. Hill s'est retrouvé quant à lui avec une monoplace au moteur bien moins performant que la veille à cause d'un dysfonctionnement de l'allumage lui coûtant une seconde et demie au tour.
| Pos. | Pilote          | Écurie          | Temps         | Écart    |
| ---- | --------------- | --------------- | ------------- | -------- |
| 1    | Jack Brabham    | Brabham-Repco   | 1 min 08 s 42 |          |
| 2    | Jim Clark       | Lotus-BRM       | 1 min 08 s 53 | + 0 s 11 |
| 3    | Lorenzo Bandini | Ferrari         | 1 min 08 s 57 | + 0 s 15 |
| 4    | John Surtees    | Cooper-Maserati | 1 min 08 s 80 | + 0 s 38 |
| 5    | Jackie Stewart  | BRM             | 1 min 09 s 17 | + 0 s 75 |
| 6    | Denny Hulme     | Brabham-Repco   | 1 min 09 s 28 | + 0 s 86 |
| 7    | Richie Ginther  | Honda           | 1 min 09 s 43 | + 1 s 01 |
| 8    | Jochen Rindt    | Cooper-Maserati | 1 min 09 s 63 | + 1 s 21 |
| 9    | Graham Hill     | BRM             | 1 min 10 s 30 | + 1 s 88 |
| 10   | Pedro Rodríguez | Lotus-BRM       | 1 min 10 s 40 | + 1 s 98 |
| 11   | Peter Arundell  | Lotus-BRM       | 1 min 10 s 43 | + 2 s 01 |
| 12   | Bruce McLaren   | McLaren-Ford    | 1 min 10 s 57 | + 2 s 15 |
| 13   | Mike Spence     | Lotus-BRM       | 1 min 10 s 73 | + 2 s 31 |
| 14   | Joseph Siffert  | Cooper-Maserati | 1 min 10 s 97 | + 2 s 55 |
| 15   | Dan Gurney      | Eagle-Weslake   | 1 min 11 s 03 | + 2 s 61 |
| 16   | Bob Bondurant   | Eagle-Climax    | 1 min 12 s 40 | + 3 s 98 |
| 17   | Ronnie Bucknum  | Honda           | 1 min 12 s 70 | + 4 s 28 |
| 18   | Innes Ireland   | BRM             | 1 min 13 s 17 | + 4 s 75 |

### Tableau final des qualifications
| Pos. | Pilote          | Écurie          | Temps         | Écart    | Commentaire               |
| ---- | --------------- | --------------- | ------------- | -------- | ------------------------- |
| 1    | Jack Brabham    | Brabham-Repco   | 1 min 08 s 42 |          | temps réalisé le samedi   |
| 2    | Jim Clark       | Lotus-BRM       | 1 min 08 s 53 | + 0 s 11 | temps réalisé le samedi   |
| 3    | Lorenzo Bandini | Ferrari         | 1 min 08 s 57 | + 0 s 15 | temps réalisé le samedi   |
| 4    | John Surtees    | Cooper-Maserati | 1 min 08 s 73 | + 0 s 31 | temps réalisé le vendredi |
| 5    | Graham Hill     | BRM             | 1 min 08 s 87 | + 0 s 45 | temps réalisé le vendredi |
| 6    | Jackie Stewart  | BRM             | 1 min 09 s 17 | + 0 s 75 | temps réalisé le samedi   |
| 7    | Denny Hulme     | Brabham-Repco   | 1 min 09 s 28 | + 0 s 86 | temps réalisé le samedi   |
| 8    | Richie Ginther  | Honda           | 1 min 09 s 37 | + 0 s 95 | temps réalisé le vendredi |
| 9    | Jochen Rindt    | Cooper-Maserati | 1 min 09 s 63 | + 1 s 21 | temps réalisé le samedi   |
| 10   | Pedro Rodríguez | Lotus-BRM       | 1 min 10 s 40 | + 1 s 98 | temps réalisé le samedi   |
| 11   | Peter Arundell  | Lotus-BRM       | 1 min 10 s 43 | + 2 s 01 | temps réalisé le samedi   |
| 12   | Bruce McLaren   | McLaren-Ford    | 1 min 10 s 57 | + 2 s 15 | temps réalisé le samedi   |
| 13   | Mike Spence     | Lotus-BRM       | 1 min 10 s 73 | + 2 s 31 | temps réalisé le samedi   |
| 14   | Joseph Siffert  | Cooper-Maserati | 1 min 10 s 97 | + 2 s 55 | temps réalisé le samedi   |
| 15   | Dan Gurney      | Eagle-Weslake   | 1 min 11 s 03 | + 2 s 61 | temps réalisé le samedi   |
| 16   | Joakim Bonnier  | Cooper-Maserati | 1 min 11 s 40 | + 2 s 98 | temps réalisé le vendredi |
| 17   | Bob Bondurant   | Eagle-Climax    | 1 min 12 s 40 | + 3 s 98 | temps réalisé le samedi   |
| 18   | Innes Ireland   | BRM             | 1 min 12 s 63 | + 4 s 21 | temps réalisé le vendredi |
| 19   | Ronnie Bucknum  | Honda           | 1 min 12 s 70 | + 4 s 28 | temps réalisé le samedi   |

## Grille de départ
| 1re ligne |                               | Pos. 2                        |                               | Pos. 1                       |
|           |                               | Clark Lotus 1 min 08 s 53     |                               | Brabham 1 min 08 s 42        |
| 2e ligne  | Pos. 4                        |                               | Pos. 3                        |                              |
|           | Surtees Cooper 1 min 08 s 73  |                               | Bandini Ferrari 1 min 08 s 57 |                              |
| 3e ligne  |                               | Pos. 6                        |                               | Pos. 5                       |
|           |                               | Stewart BRM 1 min 09 s 17     |                               | G. Hill BRM 1 min 08 s 87    |
| 4e ligne  | Pos. 8                        |                               | Pos. 7                        |                              |
|           | Ginther Honda 1 min 09 s 37   |                               | Hulme Brabham 1 min 09 s 28   |                              |
| 5e ligne  |                               | Pos. 10                       |                               | Pos. 9                       |
|           |                               | Rodríguez Lotus 1 min 10 s 40 |                               | Rindt Cooper 1 min 09 s 63   |
| 6e ligne  | Pos. 12                       |                               | Pos. 11                       |                              |
|           | Spence Lotus 1 min 10 s 73    |                               | McLaren 1 min 10 s 57         |                              |
| 7e ligne  |                               | Pos. 14                       |                               | Pos. 13                      |
|           |                               | Gurney Eagle 1 min 11 s 03    |                               | Siffert Cooper 1 min 10 s 97 |
| 8e ligne  | Pos. 16                       |                               | Pos. 15                       |                              |
|           | Bondurant Eagle 1 min 12 s 40 |                               | Bonnier Cooper 1 min 11 s 40  |                              |
| 9e ligne  |                               | Pos. 18                       |                               | Pos. 17                      |
|           |                               | Bucknum Honda 1 min 12 s 70   |                               | Ireland BRM 1 min 12 s 63    |
| 10e ligne |                               |                               | Pos. 19                       |                              |
|           |                               |                               | Arundell Lotus temps annulé   |                              |

- Auteur du onzième temps sur la Lotus à moteur 16 cylindres BRM, Peter Arundell aurait dû s'élancer de l'intérieur de la sixième ligne. Le Team Lotus ayant demandé à Jim Clark (contre son gré) de prendre le départ avec cette voiture, Arundell s'est vu attribuer la Lotus à moteur V8 Climax initialement affectée à Clark et avec laquelle il n'avait pas tourné. Aussi a-t-il été relégué en fond de grille, son temps de qualification n'ayant pas été pris en compte. Clark avait quant à lui utilisé les deux voitures durant les essais qualificatifs et effectué son meilleur temps avec celle à moteur 16 cylindres, bénéficiant ainsi d'une place en première ligne[13]

## Déroulement de la course
Les mécaniciens du Team Lotus ont travaillé d'arrache-pied pour monter le moteur 16 cylindres de réserve de l'équipe BRM sur la monoplace initialement dévolue à Peter Arundell. L'opération a été terminée juste à temps et Colin Chapman  a insisté pour que Jim Clark, malgré ses réticences, utilise cette voiture pour la course, désormais porteuse du numéro 1, le numéro 2 étant apposé sur la Lotus à moteur V8 Climax qu'Arundell se voit contraint d'utiliser alors qu'il n'avait pas eu l'occasion de la conduire durant les essais. La Cooper de Jochen Rindt a également reçu un nouveau moteur et a été mise en place au dernier moment sur la grille.

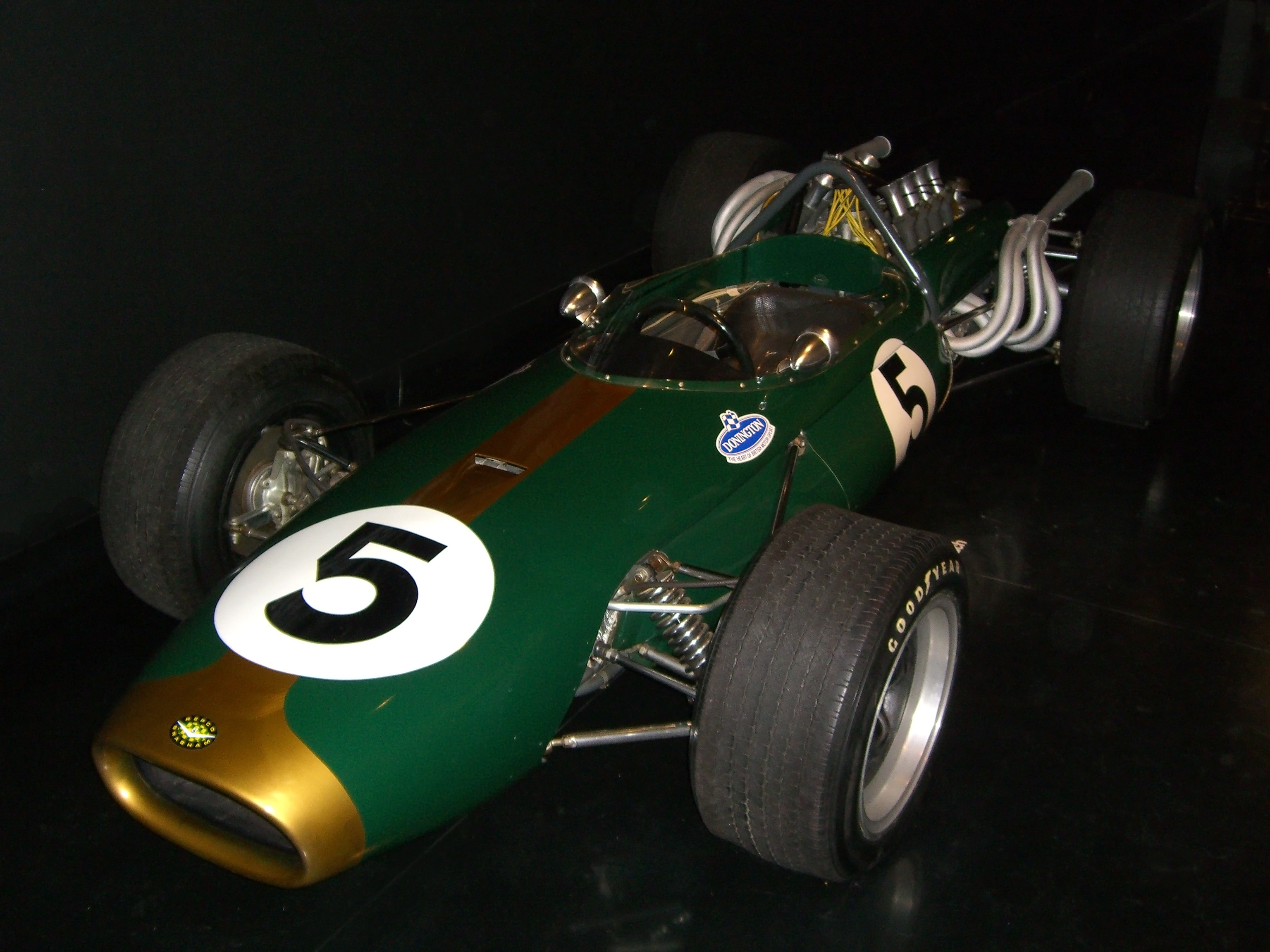
Jack Brabham utilisait pour la première fois en course sa nouvelle Brabham BT20. Le triple champion du monde s'envolait vers une nouvelle victoire lorsque la casse de la chaîne de distribution a stoppé sa progression.

Le temps est incertain mais la piste est parfaitement sèche lorsque le départ est donné, le dimanche après-midi, devant plus de 80000 spectateurs. Lorenzo Bandini effectue un démarrage foudroyant depuis la deuxième ligne et déborde la Lotus de Jim Clark et la Brabham du champion du monde, abordant le premier virage en tête. Le pilote italien repasse le premier devant les tribunes avec une seconde d'avance sur Clark. Exploitant au mieux la puissance du moteur Honda, Richie Ginther est également très bien parti et occupe le troisième rang, juste devant Jack Brabham et John Surtees (sur Cooper). Viennent ensuite les BRM de Jackie Stewart et Graham Hill et la Brabham de Denny Hulme, le reste du peloton, emmené par Rindt, étant quelques longueurs plus loin. Au cours du deuxième tour, Brabham double Ginther et se rapproche de Clark. Le pilote Honda commence à avoir des problèmes de sélecteur de vitesses et se fait également déborder par Surtees. Alors que Bandini contient Clark, Brabham hausse le rythme et rattrape la Lotus, qu'il dépasse au cours du quatrième tour. Surtees se montre également très rapide et revient sur les hommes de tête, alors que Ginther, toujours en difficulté, se fait déborder de toute part. Bandini et Brabham se détachent progressivement de Clark, désormais menacé par Surtees qui a battu à plusieurs reprises le record de la piste. Tournant à près de 186 km/h de moyenne, l'ex-motard s'empare de la troisième place au cours du neuvième tour. Brabham égale aussitôt le record et prend alors la tête de la course, tandis que Surtees est désormais dans les roues de Bandini. Quatrième, Clark est quelques secondes derrière. Un peu plus loin viennent les BRM de Stewart et Hill. Isolé à la neuvième place, Rindt, qui a doublé Hulme, accuse une quinzaine de secondes de retard sur les trois premiers. Brabham, talonné par Bandini et Surtees, mène toujours lorsque, le trio de tête rattrape les premiers attardés. Brabham et Bandini doublent facilement Arundell, parti dernier au volant d'une monoplace non réglée à sa convenance, mais Surtees ne réussit pas à passer. Il tente de le déborder au virage suivant, mais les deux voitures se touchent et échouent sur le bas-côté. Les dégâts sont insignifiants et les deux hommes reprennent la piste, Surtees préférant toutefois regagner son stand pour une inspection complète, plongeant à la treizième place et perdant près de trois tours ainsi que toute chance de victoire. Brabham et Bandini, pratiquement roues dans roues, comptent alors cinq secondes d'avance sur Clark, lui-même cinq secondes devant Stewart. Hill est un peu plus loin tandis que Rindt, sixième, accuse plus de vingt-cinq secondes de retard sur les leaders. Bandini reprend bientôt l'avantage sur Brabham mais les deux hommes restent soudés l'un à l'autre, tournant sur le même rythme. Clark est maintenant à six secondes, Stewart à quatorze, alors que Hill commence à perdre de plus en plus de terrain et s'apprête à rentrer au stand à cause d'un problème de boîte de vitesses. Rassuré sur le comportement de sa Cooper, Surtees a retrouvé son rythme initial et s'apprête à rattraper une bonne partie de son retard. Jusqu'au trentième tour l'écart entre les deux premiers reste minime, tous deux tournant à une cadence très élevée. C'est cependant Surtees, maintenant douzième, qui va approprier le record du circuit, à plus de 191 km/h de moyenne ! Bandini égale presque le record et parvient à prendre deux secondes d'avance sur Brabham avant que son moteur n'explose au cours du trente-cinquième tour, permettant au champion du monde de retrouver le commandement de la course avec une quinzaine de secondes d'avance sur Clark. Maintenant troisième, Stewart est à une demi-minute, très loin devant Rindt. Sur la Lotus du Reg Parnell Racing, Mike Spence occupe le cinquième rang, juste devant Joseph Siffert (qui pilote la Cooper de Rob Walker), tous deux comptant déjà un tour de retard.
Sans adversaire direct, Brabham lève légèrement le pied, se contentant de contrôler l'écart sur la Lotus de Clark. Le moteur de Spence commence à avoir des ratés et le Britannique est aussitôt rattrapé puis dépassé par Siffert, bientôt imité par Bruce McLaren (auteur d'une belle remontée après un très mauvais départ). Malgré un arrêt au stand pour faire remplacer sa batterie, Spence va dès lors perdre régulièrement du terrain sur ses adversaires. À mi-course, alors que les deux BRM de Stewart (moteur hors d'usage) et Hill (différentiel cassé) viennent de se retirer, Brabham compte quatorze secondes d'avance sur Clark et plus d'une minute sur Rindt. Mais, alors que le pilote australien semble bien parti pour remporter sa cinquième victoire en championnat de la saison, il rentre lentement au stand et abandonne, chaîne de distribution cassée. Clark se retrouve très confortablement installé en tête, Rindt accusant une cinquantaine de secondes de retard sur le champion écossais. Les nombreux incidents de course ont propulsé Siffert (bien qu'à plus de deux tours du leader) à la troisième place, McLaren, quatrième, étant six secondes plus loin. Tous deux sont toutefois menacés par Surtees, revenu en cinquième position, qui leur reprend trois secondes au tour. Hors d'atteinte de ses poursuivant, Clark va dès lors ménager son moteur, ne dépassant plus 9000 tr/min et ne prenant plus aucun risque. Il continue cependant à creuser l'écart sur Rindt. Si les deux premières places semblent jouées, la course-poursuite de Surtees tient le public en haleine. Le Britannique est de loin le plus rapide en piste ; il ne tarde pas à rattraper McLaren et le dépasse facilement. Au passage suivant, c'est au tour de Siffert de céder sa troisième place. Surtees s'en détache rapidement et ne tarde pas à rejoindre Clark, reprenant un de ses deux tours de retard, tandis que Siffert et McLaren se disputent la quatrième place. Malgré le scepticisme de bien des observateurs, le moteur BRM H16 va tenir jusqu'à l'arrivée, offrant à Clark sa première victoire de la saison. Alors qu'il boucle le dernier kilomètre, toujours en seconde position, Rindt tombe en panne sèche et termine sa course en roue libre. Bien que son dernier tour, deux fois trop lent, ne soit pas comptabilisé, il conserve sa deuxième place, devant son coéquipier Surtees qui a réalisé une superbe prestation. Siffert et McLaren terminent roues dans roues, le pilote gardant de justesse l'avantage sur le Néo-Zélandais. Bien que très attardé, Arundell termine sixième et dernier classé.

### Classements intermédiaires
Classements intermédiaires des monoplaces aux premier, troisième, cinquième, dixième, quinzième, vingtième, trentième, quarantième, cinquantième, soixantième, quatre-vingtième et centième tours,.

### Classement de la course

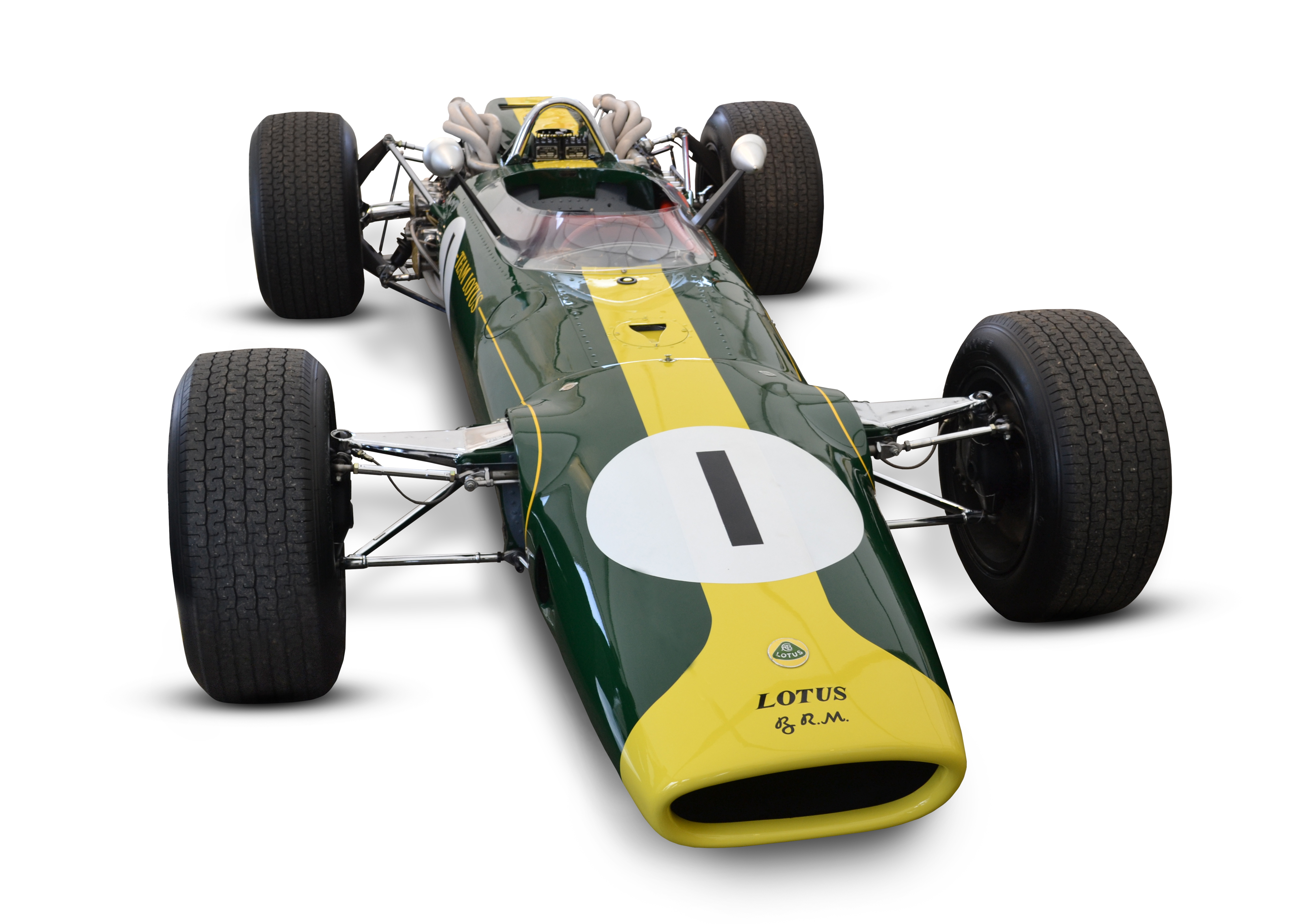
Première victoire, aux mains de Jim Clark, de la Lotus 43 à moteur BRM 16 cylindres.

| Pos  | N° | Pilote          | Écurie          | Tours | Temps/Abandon                  | Grille | Points |
| ---- | -- | --------------- | --------------- | ----- | ------------------------------ | ------ | ------ |
| 1    | 1  | Jim Clark       | Lotus-BRM       | 108   | 2 h 09 min 40 s 1              | 2      | 9      |
| 2    | 8  | Jochen Rindt    | Cooper-Maserati | 107   | 2 h 08 min 58 s 4 (+ 1 tour)   | 9      | 6      |
| 3    | 7  | John Surtees    | Cooper-Maserati | 107   | 2 h 10 min 33 s 7 (+ 1 tour)   | 4      | 4      |
| 4    | 19 | Jo Siffert      | Cooper-Maserati | 105   | 2 h 10 min 08 s 8 (+ 3 tours)  | 13     | 3      |
| 5    | 17 | Bruce McLaren   | McLaren-Ford    | 105   | 2 h 10 min 08 s 9 (+ 3 tours)  | 11     | 2      |
| 6    | 2  | Peter Arundell  | Lotus-Climax    | 101   | 2 h 09 min 44 s 1 (+ 7 tours)  | 19     | 1      |
| Abd. | 10 | Innes Ireland   | BRM             | 96    | Alternateur                    | 17     |        |
| Nc.  | 12 | Richie Ginther  | Honda           | 81    | 2 h 10 min 43 s 2 (Non classé) | 8      |        |
| Abd. | 18 | Mike Spence     | Lotus-BRM       | 74    | Allumage                       | 12     |        |
| Abd. | 14 | Ronnie Bucknum  | Honda           | 58    | Moteur                         | 18     |        |
| Nc.  | 22 | Jo Bonnier      | Cooper-Maserati | 57    | 2 h 09 min 58 s 3 (Non classé) | 15     |        |
| Abd. | 5  | Jack Brabham    | Brabham-Repco   | 55    | Distribution                   | 1      |        |
| Abd. | 4  | Jackie Stewart  | BRM             | 53    | Moteur                         | 6      |        |
| Abd. | 3  | Graham Hill     | BRM             | 52    | Différentiel                   | 5      |        |
| Abd. | 9  | Lorenzo Bandini | Ferrari         | 34    | Moteur                         | 3      |        |
| Abd. | 6  | Denny Hulme     | Brabham-Repco   | 18    | Pression d'huile               | 7      |        |
| Abd. | 11 | Pedro Rodríguez | Lotus-BRM       | 13    | Démarreur                      | 10     |        |
| Abd. | 15 | Dan Gurney      | Eagle-Weslake   | 13    | Embrayage                      | 14     |        |
| Dsq. | 16 | Bob Bondurant   | Eagle-Climax    | 5     | Disqualifié (aide extérieure)  | 16     |        |

Légende :
- Abd.=Abandon

### Pole position et record du tour
- Pole position :  Jack Brabham (Brabham) en 1 min 08 s 42 (vitesse moyenne : 194,733 km/h). Temps réalisé lors de la séance d'essais du samedi 1er octobre[17].
- Meilleur tour en course :  John Surtees (Cooper) en 1 min 09 s 67 (vitesse moyenne : 191,239 km/h) au trente-et-unième tour.

#### Évolution du meilleur tour en course
Le meilleur tour fut amélioré dix-huit fois au cours de l'épreuve.

### Tours en tête
- Lorenzo Bandini : 24 tours (1-9 / 20-34)
- Jack Brabham : 31 tours (10-19 / 35-55)
- Jim Clark : 53 tours (56-108)

## Classement provisoire du championnat à l'issue de la course
- Attribution des points : 9, 6, 4, 3, 2, 1 respectivement aux six premiers de chaque épreuve.
- Pour la coupe des constructeurs, même barème et seule la voiture la mieux classée de chaque équipe inscrit des points.
- Seuls les cinq meilleurs résultats sont comptabilisés. Jochen Rindt doit donc décompter les deux points acquis en Grande-Bretagne. Pour la coupe des constructeurs, Brabham-Repco doit décompter les trois points marqués en Belgique, Ferrari le point acquis en Allemagne et Cooper-Maserati les deux points acquis en Grande-Bretagne[17].

| Pos. | Pilote              | Écurie            | Points  | MON | BEL | FRA | GBR | NL | ALL | ITA | USA | MEX |
| ---- | ------------------- | ----------------- | ------- | --- | --- | --- | --- | -- | --- | --- | --- | --- |
| 1    | Jack Brabham        | Brabham           | 39      | -   | 3   | 9   | 9   | 9  | 9   | -   | -   |     |
| 2    | Jochen Rindt        | Cooper            | 22 (24) | -   | 6   | 3   | (2) | -  | 4   | 3   | 6   |     |
| 3    | John Surtees        | Ferrari & Cooper¹ | 19      | -   | 9   | -   | -   | -  | 6¹  | -   | 4¹  |     |
| 4    | Graham Hill         | BRM               | 17      | 4   | -   | -   | 4   | 6  | 3   | -   | -   |     |
| 5    | Jim Clark           | Lotus             | 16      | -   | -   | -   | 3   | 4  | -   | -   | 9   |     |
| 6    | Jackie Stewart      | BRM               | 14      | 9   | -   | -   | -   | 3  | 2   | -   | -   |     |
|      | Denny Hulme         | Brabham           | 14      | -   | -   | 4   | 6   | -  | -   | 4   | -   |     |
| 8    | Mike Parkes         | Ferrari           | 12      | -   | -   | 6   | -   | -  | -   | 6   | -   |     |
|      | Lorenzo Bandini     | Ferrari           | 12      | 6   | 4   | -   | -   | 1  | 1   | -   | -   |     |
| 10   | Ludovico Scarfiotti | Ferrari           | 9       | -   | -   | -   | -   | -  | -   | 9   | -   |     |
| 11   | Mike Spence         | Lotus             | 4       | -   | -   | -   | -   | 2  | -   | 2   | -   |     |
| 12   | Bob Bondurant       | BRM               | 3       | 3   | -   | -   | -   | -  | -   | -   | -   |     |
|      | Joseph Siffert      | Cooper            | 3       | -   | -   | -   | -   | -  | -   | -   | 3   |     |
|      | Bruce McLaren       | McLaren           | 3       | -   | -   | -   | 1   | -  | -   | -   | 2   |     |
| 15   | Richie Ginther      | Cooper            | 2       | -   | 2   | -   | -   | -  | -   | -   | -   |     |
|      | Dan Gurney          | Eagle             | 2       | -   | -   | 2   | -   | -  | -   | -   | -   |     |
| 17   | John Taylor         | Brabham           | 1       | -   | -   | 1   | -   | -  | -   | -   | -   |     |
|      | Bob Anderson        | Brabham           | 1       | -   | -   | -   | -   | -  | -   | 1   | -   |     |
|      | Peter Arundell      | Lotus             | 1       | -   | -   | -   | -   | -  | -   | -   | 1   |     |

| Pos. | Écurie              | Points  | MON | BEL | FRA | GBR | NL | ALL | ITA | USA | MEX |
| ---- | ------------------- | ------- | --- | --- | --- | --- | -- | --- | --- | --- | --- |
| 1    | Brabham-Repco       | 40 (43) | -   | (3) | 9   | 9   | 9  | 9   | 4   | -   |     |
| 2    | Ferrari             | 31 (32) | 6   | 9   | 6   | -   | 1  | (1) | 9   | -   |     |
| 3    | Cooper-Maserati     | 24 (26) | -   | 6   | 3   | (2) | -  | 6   | 3   | 6   |     |
| 4    | BRM                 | 22      | 9   | -   | -   | 4   | 6  | 3   | -   | -   |     |
| 5    | Lotus-BRM           | 13      | -   | -   | -   | -   | 2  | -   | 2   | 9   |     |
| 6    | Lotus-Climax        | 8       | -   | -   | -   | 3   | 4  | -   | -   | 1   |     |
| 7    | Eagle-Climax        | 2       | -   | -   | 2   | -   | -  | -   | -   | -   |     |
|      | McLaren-Ford        | 2       | -   | -   | -   | -   | -  | -   | -   | 2   |     |
| 9    | Brabham-BRM         | 1       | -   | -   | 1   | -   | -  | -   | -   | -   |     |
|      | McLaren-Serenissima | 1       | -   | -   | -   | 1   | -  | -   | -   | -   |     |
|      | Brabham-Climax      | 1       | -   | -   | -   | -   | -  | -   | 1   | -   |     |

## À noter
- 20e victoire en championnat du monde pour Jim Clark.
- 25e victoire en championnat du monde pour Lotus en tant que constructeur.
- 14e victoire en championnat du monde pour BRM en tant que motoriste.
- Bob Bondurant est disqualifié pour avoir reçu une aide extérieure : poussé au démarrage de la course.
- À l'issue de cette course, l'écurie Brabham remporte la coupe des constructeurs.